# Parafia Matki Bożej Nieustającej Pomocy w Jurkowie
Parafia Matki Bożej Nieustającej Pomocy w Jurkowie – parafia rzymskokatolicka, należąca do diecezji tarnowskiej. Zasięgiem obejmuje miejscowości: Jurków, Półrzeczki, Chyszówki i Wilczyce. Odpust parafialny obchodzony jest 27 czerwca – święto Matki Bożej Nieustającej Pomocy.

## Historia
Początkowo teren Jurkowa i okolic należał do parafii Matki Bożej Szkaplerznej w Dobrej. Dopiero w 1913 roku biskup Leon Wałęga wydzielił niezależną ekspozyturę, z siedzibą właśnie w Jurkowie. W tym samym roku rozpoczęto budowę kościoła.
Parafię erygowano 10 maja 1925 roku.
Pod koniec lat 80. XX wieku podjęto decyzję o budowie kaplic dojazdowych w miejscowościach należących do parafii.
Z parafii pochodzi Jerzy Kołodziej - od 2025 roku biskup diecezjalny Bunbury, w Australii.

## Proboszczowie
1. ks. Jan Nagórzański 1912–1917 (budowniczy kościoła)
2. ks. Jan Sępek 1917–1919
3. ks. Michał Sroka 1919–1923
4. ks. Michał Chłoń 1923–1926
5. ks. Franciszek Wójcik 1926–1929
6. ks. Jan Jagiełka 1929–1974
7. ks. Józef Puchała 1974–2007
8. ks. dr Tadeusz Piwowarski od 2007

W 2014 roku biskup diecezji tarnowskiej rozpoczął kolejne nominacje proboszczowskie. Na liście tej znalazł się ks. Tadeusz Piwowarski, który miał od połowy sierpnia odejść z Jurkowa i pełnić swoje obowiązki w parafii Matki Bożej Szkaplerznej w Tarnowie. Parafianie wystąpili do biskupa z prośbą o zmianę decyzji. Zorganizowali kilka delegacji. Ostatecznie ks. Piwowarski nie został przeniesiony na nową parafię.

## Kościół
Kościół parafialny w Jurkowie nosi wezwanie Matki Boskiej Nieustającej Pomocy. W jego ołtarzu głównym znajduje się obraz patronki, a całe wnętrze pokrywa oryginalna polichromia figuralna i ornamentalna.
Ponadto do parafii należą trzy kaplice w miejscowościach, wchodzących w jej skład:
- kaplica pw. św. Józefa Robotnika w Chyszówkach
- kaplica św. Jana Chrzciciela w Półrzeczkach
- kaplica św. Maksymiliana Marii Kolbe w Wilczycach